# Take It or Leave It (1981)
Take It or Leave It is een Britse film uit 1981 waarin de leden van de ska-popband Madness hun beginjaren (1976-1979) naspelen; van hun eerste optredens als The North London Invaders tot aan de definitieve naams- en bezettingswijziging.
De film is geregisseerd door platenbaas Dave Robinson van het Stiff-label waar Madness destijds onder contract stond. De opnamen vonden plaats in maart en april 1981 in de Pathway-studio en op diverse locaties in Camden Town waar de film op 14 oktober in première ging. Take It or Leave It was echter in een beperkt aantal bioscopen te zien en werd geen kassucces. De film werd in 1988 op video uitgebracht en later op dvd met commentaar van Dave Robinson en gitarist Chris Foreman.